# Петроджет
Петроджет (Petrojet) — єгипетський футбольний клуб, що базується в місті Суец, головному центрі мухафази Суец. Бронзовий призер сезону 2008-2009 в Єгипетській прем'єр-лізі.

## Коротка турнірна історія
Футбольна команда «Петроджет» представляє єгипетську нафтову компанію «Petrojet». Вона базуються в місті Суец на узбережжі Середземного моря. Команда в сезоні 2006-2007 років вперше пробилася до еліти єгипетського футболу. Ця команда показала свій потенціал та амбіції, оскільки за три сезони вона не опускалася нижче 5-го місця. А в 2009 році закінчила свій третій сезон на 3-му місці, впевнено завоювавши бронзові медалі національного чемпіонату. 